# K7리그 용인
K7리그 용인(K7 League Yongin)은 대한민국 경기도 용인시에서 진행되는 축구 대회이다.

## 역사
2017년에 '디비전7 용인시 리그'라는 이름으로 시작되었다. 2017년 시즌부터 단일 권역으로 6개 선수단이 참가하고 있다. 2017년 시즌부터 2018년 시즌까지 70분(전·후반 각 35분) 경기로 진행되었고, 2019년 시즌부터 60분(전·후반 각 30분) 경기로 진행되고 있다.

## 시즌별 결과
| 시즌   | 권역 | 선수단 | 우승    | 준우승       | 승격    |
| ------ | ---- | ------ | ------- | ------------ | ------- |
| 2017년 | 1개  | 6팀    | 용인 FC | 용인 삼북 FC | 용인 FC |
| 2018년 | 1개  | 6팀    |         |              |         |
| 2019년 | 1개  | 6팀    |         |              |         |

## 같이 보기
- K7리그